# Sinik
Thomas Gérard Idir cuyo nombre artístico es Sinik (París, 26 de junio de 1980) es un rapero francés. Su padre es argelino y su madre francesa.
A los 14 años conoció a la rapera francesa Diam, lo que marcó su carrera. Ambos se consideran como hermano y hermana.
En el año 2001, fundó su propia discográfica, Six o Nine (6-0-9)
Le Toit du Monde, lanzado en 2007, contiene la canción Je Réalise compuesta junto al autor británico James Blunt. El sencillo está en dos idiomas, francés e inglés, cantados por Sinik y James Blunt respectivamente.
Es habitualmente comparado con Eminem, aunque él mismo dice que son diferentes. En su canción Dans Le Vif, Fred habla sobre un tema y Sinik rapea una respuesta, el tema de las dos primeras discusiones es su parecido con Eminem, que son planteadas por Fred y desmentidas por Sinik. Al ser los fundamentos de Fred de origen superficiales (por ejemplo, que ambos son blancos) Sinik termina diciendo "con ese razonamiento, todos los chinos serían Jet Li". A pesar de que lo niegue, sus similitudes al rapear son evidentes, ejemplo de esto es el parecido entre las canciones Stan de Eminem y Autodestruction de Sinik.

## Discografía
- 2000 - Malsain (más de 1.000 copias vendidas en Francia)

- 2003 - Artiste Triste (más de 2.500 copias vendidas en Francia)

- 2004 - En attendant l'album (más de 75.000 copias vendidas en Francia)

- 2005 - La Main Sur Le Coeur (más de 250.000 copias vendidas en Francia)

- 2006 - Sang Froid (más de 300.000 copias vendidas en Francia)

- 2007 - Le Toit du Monde (más de 250.000 copias vendidas en Francia)

- 2009 - Ballon D'Or (más de 50.000 copias vendidas en Francia)

- 2011 - Le Côté malsain (más de 40.000 copias vendidas en Francia)

- 2012 - La Plume et le Poignard (más de 50.000 copias vendidas en Francia)

- 2013 - Immortel